# Charles Rondeau
Charles Rondeau est un auteur dramatique français du XIXe siècle.

## Biographie
Signant souvent Charles ses participations, ses pièces ont été représentées sur les plus grandes scènes parisiennes du XIXe siècle : Théâtre de la Gaîté, Théâtre du Vaudeville, Théâtre des Variétés, etc.

## Œuvres
- 1813 : La Coutume écossaise ou le Mariage sur la frontière, comédie-vaudeville en 1 acte, avec Alexandre de Ferrière
- 1819 : Cadet Butteux, électeur à Lyon, vaudeville politique, avec Victor Ducange
- 1829 : Les Petits Braconniers, ou la Capitulation, comédie en 1 acte, mêlée de couplets, avec Nicolas Brazier et Jean-Toussaint Merle
- 1829 : Les Ricochets, comédie en 1 acte de Picard, mise en couplets et arrangée pour le théâtre de M. Comte
- 1830 : Madame Grégoire ou le Cabaret de la Pomme de pin, vaudeville en deux actes, avec Edmond Rochefort et Charles Dupeuty
- 1836 : La Grue, fabliau mêlé de chant, avec de Villeneuve et de Charles de Livry
- 1837 : La Fille de Dominique, comédie vaudeville en un acte, avec Ferdinand de Villeneuve